# وحيد حمدي
وحيد حمدي (بالإنجليزية: Wahid Hamdy) ممثل مصري من مواليد 3 يناير 1951، اكتشفه الفنان عادل امام في أواخر السبعينيات وشارك معه في أغلب أفلامه. قدم أدوار قصيرة في السينما المصرية وكان من أشهرها دور (صرمة) في فيلم «المتسول» للمخرج أحمد السبعاوي عام 1983، ودور (قبقاب) في فيلم «رمضان فوق البركان» للمخرج أحمد السبعاوي عام 1985، أيضا دوره في فيلم «الفرن» للمخرج إبراهيم عفيفي مع عادل ادهم ويونس شلبى عام 1984.  إبتعد عن الساحة الفنية في التسعينيات وسافر إلى أمريكا، ثم عاد لمصر وعانى من المرض  ورحل عن عالمنا عام 2013 عن عمر 62 سنة بعد أن قدم رصيد فنى يقترب من 40 عملاً ما بين السينما والتليفزيون والمسرح.
أعماله البارزة
- فيلم - طابونة حمزة - 1984 للمخرج أحمد ياسين.[12]
- فيلم - زوج تحت الطلب - 1985 للمخرج عادل صادق.[13]
- فيلم - كراكون في الشارع - 1986 للمخرج أحمد يحيى.[14]
- فيلم - سلام يا صاحبي - 1987 للمخرج نادر جلال.[15]
- فيلم - المشاغبات والكابتن - 1991 للمخرج حسام الدين مصطفى.[16]
- فيلم - آي آي - 1992 للمخرج سعيد مرزوق.[17]

## وصلات خارجية
- وحيد حمدي على موقع الدهليز
- وحيد حمدي على موقع قاعدة بيانات الأفلام العربية
- وحيد حمدي (ممثل) على موقع دهليز
- وحيد حمدي (ممثل) على موقع IMDB
- وحيد حمدي (ممثل) على موقع كاروهات